# 알핀 F1 팀
알핀 F1 팀(프랑스어: Alpine F1 Team)은 프랑스 자동차 회사인 르노가 자사의 스포츠카 브랜드인 알핀의 홍보를 위해 기존의 르노 F1팀을 변경한 포뮬러 원 경주팀이다.

## 같이 보기
- 포뮬러 원